# Jaime FitzJames, 1.º Duque de Berwick
Jaime FitzJames, 1.° Duque de Berwick, 1.° Duque de Fitz-James e 1.° Duque de Liria e Jérica (Moulins, 21 de agosto de 1670 — Philippsburg, 12 de junho de 1734), foi um filho ilegítimo do rei Jaime II de Inglaterra, nascido da sua ligação com Lady Arabella Churchill.

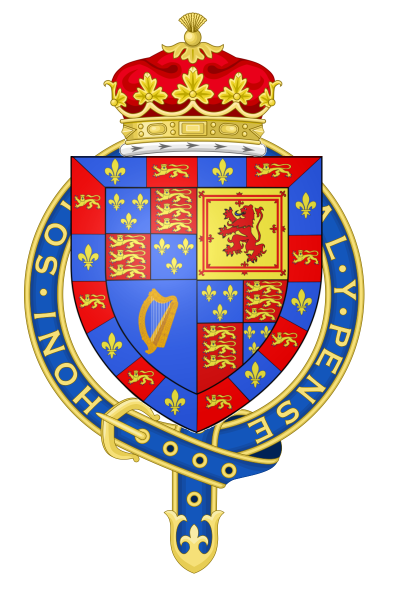
Armas dos duques de Fitz-James na nobreza jacobita

## Biografia
Fugiu para a França durante a Revolução Gloriosa que destronou o seu pai, que serviu como general e marechal de campo.
Invadiu Portugal no contexto da Guerra da Sucessão de Espanha (1701-1713/1715) no início de maio de 1704.

## Casamento e filhos
Em 1695, ele se casou com Honora Burke, viúva de Patrick Sarsfield, conde de Lucan. A partir deste link nasceu um filho:
- Jaime Francisco Fitz-James Stuart e Burgh (1696-1738), 2.° Duque de Liria e Jérica e 2.° Duque de Berwick; casado com Catalina Ventura Colón de Portugal e Ayala, VIII Duquesa de La Vega, VIII Duquesa de Veragua, VIII Marquesa da Jamaica, III Marquise de San Leonardo, XII Marquise da Mota, IV Marquise de Tarazona, Marquise de Villamizar, V Condessa de Villalonso, IX Condessa de Gelves, VI Condessa de Ayala, X condessa de Monterrey, XI Visconde de Monterrey e descendente de Cristóvão Colombo.

Viúvo em 1698, casou-se com um segundo casamento com Ana Bulkeley em 1700. Dez filhos nasceram dessas novas núpcias:
- Henrique Jacobo de Fitz-James (1702-1721), 2.° Duque de Fitz-James; casada com Victoire Félicité de Durfort;

- Henriqueta de Fitz-James (1705-1739), casada com Louis de Clermont d'Amboise, marquês de Reynel e de Montglas;

- Francisco de Fitz-James (1709-1764), bispo de Soissons;

- Enrique de Fitz-James (1711-1731), padre, governador de Limousin;

- Carlos de Fitz-James (1712-1787), 4.° Duque de Fitz-James após suceder seu irmão (1721), governador de Limousin; casada com Victoire Louise Joséphe Gouyon de Matignon de Gace;

- Laura Ana de Fitz-James (1713-1766), casada com Timoléon Joachim Louis de Montagu Beaune, marquês de Bouzols;

- María Emilia de Fitz-James (1715-1770), casada com François Marie de Perusse, conde de Cars;

- Eduardo de Fitz-James (1716-1758);

- Ana Sofia de Fitz-James (1718-1763), freira;

- Ana de Fitz-James (1720-1721).

Entre os seus descendentes estão o Duque de Fitz-James (francês) e o Duques de Liria (espanhol), que mais tarde se conectariam à Casa de Alba. Deste ramo também surge o nobre ramo espanhol de Arion e o anglo-espanhol entronizado com a casa de Arion Fitz.